# Càrrega de profunditat
La càrrega de profunditat és la més antiga de les armes contra submarins. El concepte de llençar una mina marina es va discutir per primera vegada l'any 1910, i la idea va ser desenvolupada i posada en pràctica quan el Comandant en Cap de la Royal Navy, Sir George Callaghan, va demanar la seva posta en producció el 1914. El treball de disseny el va fer Herbert Taylor a la HMS Vernon Torpedo and Mine School de Portsmouth.
La primera càrrega de profunditat efectiva va ser la "Tipus D", desenvolupada el 1916. Tenia un revestiment metàl·lic en forma de bidó, de 140 kg de pes, farcit d'explosiu, usualment TNT. Un percussor accionat per la pressió hidroestàtica la feia detonar a una profunditat preestablerta. La "Tipus D" podia detonar fins a una profunditat màxima de 100 m.
El primer sistema per usar-les en combat era senzillament deixar-les rodar per una guia col·locada a la popa del vaixell atacant. Més tard es va dissenyar un projector anomenat "K-gun", que amb un explosiu propel·lent enviava les càrregues a uns 50 m. Estaven muntats a les cobertes dels costats. Això permetia junt amb el sistema de guies de crear uns patrons de sis a deu càrregues al voltant del vaixell atacant per encerclar al submarí.
El 1943 es va introduir el Torpex, un explosiu un 50% més potent que el TNT, juntament amb un nou disseny en forma de llàgrima que permetia que la càrrega s'enfonses més de pressa.
Encara que l'explosió d'una càrrega estàndard de 280 kg (utilitzada en els dissenys Mark 4 i 7 de la marina americana) podia desestabilitzar el submarí i ser pertorbadora per a les tripulacions, només un impacte directe a menys de 5 metres del buc podia destruir-lo. Això era molt difícil d'aconseguir, ja que el blanc realitzava maniobres evasives tota l'estona. La majoria dels submarins enfonsats amb càrregues de profunditat ho eren pel dany acumulat de diverses detonacions. Molts arribaren a sobreviure fins a centenars de detonacions de càrregues de profunditat durant hores. Per exemple, a l'abril de 1945 es van llençar 678 càrregues de profunditat contra l'U-427, que sobrevisqué a l'atac.